# Roni Kaspi

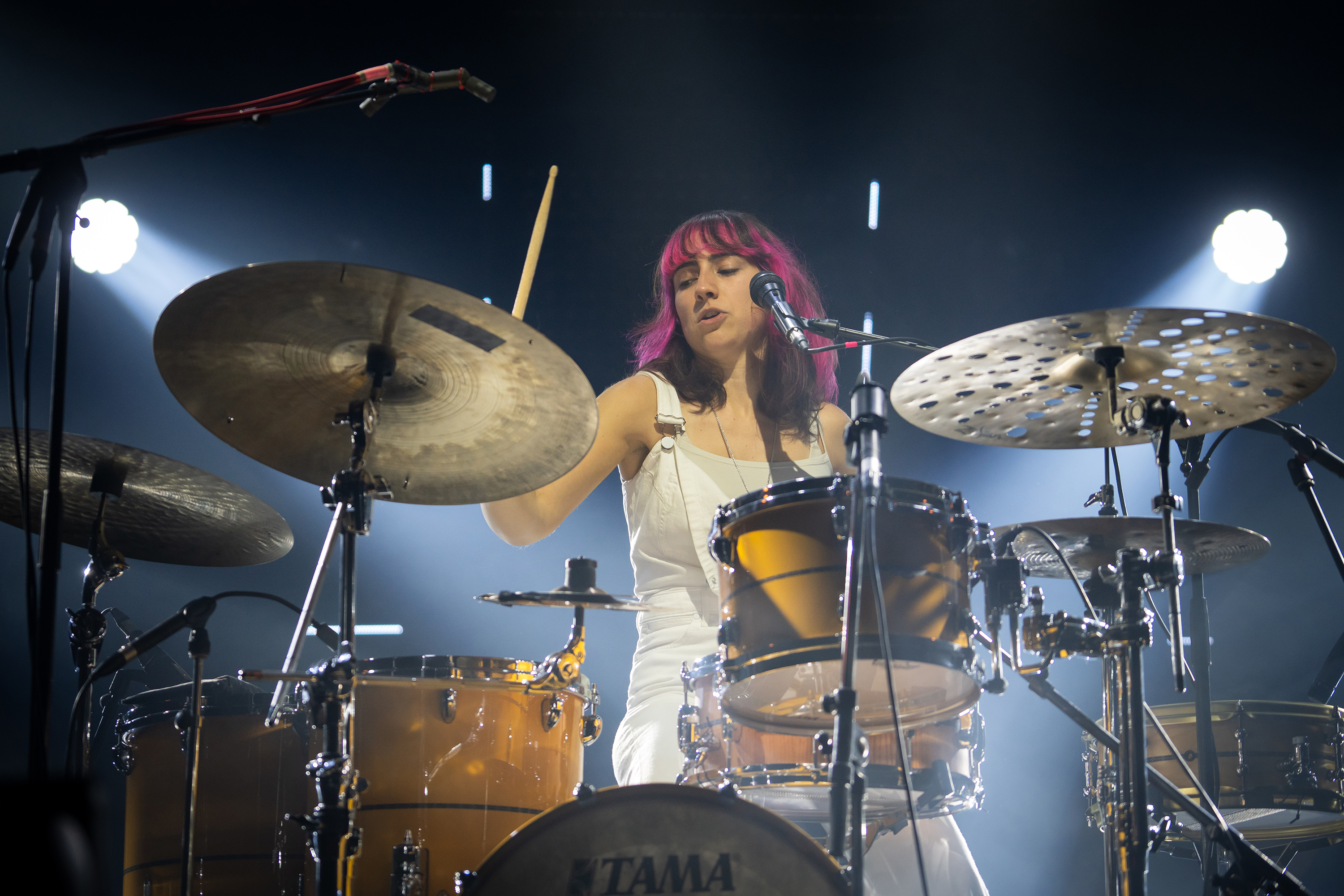
Roni Kaspi

Roni Kaspi (* im Juli 2000 in Tel Aviv) ist eine israelische Jazz-Schlagzeugerin.

## Leben
Roni Kaspis Eltern „lieben Musik“, musizierten aber selber nicht aktiv. Sie beschreibt sich selber als „einfach ein Kind, das Spaß an Drums hatte“. Im Alter von sieben Jahren begann sie, Schlagzeug zu spielen. Sie schloss die Thelma Yellin High School of the Arts ab und studierte am Berklee College of Music in Boston, wo sie im Herbst 2021 ihren Abschluss machte.
Roni Kaspi spielt seit September 2020 Schlagzeug im Trio des israelischen Jazz-Bassisten Avishai Cohen. Mit ihrem eigenen Projekt und unter dem Spitznamen RONIPONI schreibt, komponiert und produziert sie Hip-Hop, Fusion und Popmusik in englischer Sprache.

## Diskographie (Auswahl)
- Avishai Cohen Trio: Shifting Sands (2022, Naïve Records, mit Elchin Shirinov)
- Jesús Molina: Night in Tunisia (2020, Re:Wax Records; mit Sam Smith)
- Roni Kaspi: Poni. (2024, EP)[6]